# 苏塔努维斯鱼属
苏塔努维斯鱼（学名：Sultanuvaisia）是辐鳍鱼纲渔猎鱼目已灭绝的一个属，生存于晚白垩世的中亚，化石发现于乌兹别克斯坦克孜勒库姆沙漠。苏塔努维斯鱼由列夫·尼索夫（Lev Nesov）于1981命名，模式种是古老苏塔努维斯鱼（S. antiqua）。尼索夫原将化石描述为翼龙目梳颌翼龙科的颌骨碎片，后于1986年将其重新鉴定为鱼类。